# Tafelkleed

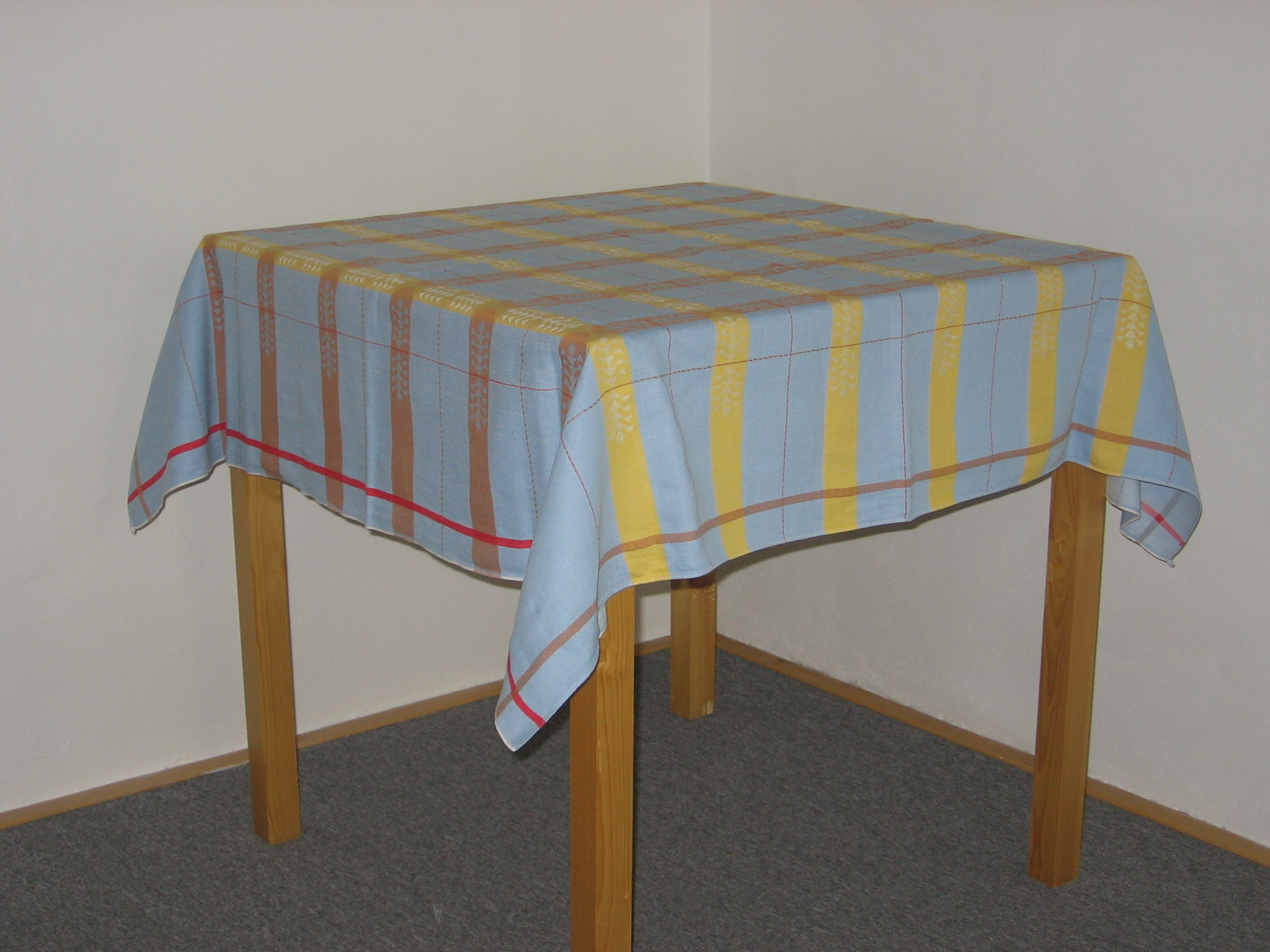
Tafel met tafelkleed

Een tafelkleed is een kleed dat over een tafel ligt ter bescherming van de tafel, of omdat het modieus is, of voor de gezelligheid. Het kleed kan dik zijn zoals tapijt, maar het kan ook heel dun zijn. Het kan de tafel bedekken, maar ook slechts als een strook op de tafel liggen. In het laatste geval spreken we van een loper.
Sommige soorten tafelkleden worden op tafel gelegd bij het dekken van de tafel voor de maaltijd en worden dan ook tafellaken genoemd. Andere soorten tafelkleden worden dan juist van tafel weggehaald.
Vroeger werden er bij feesten en hoogtijdagen damasten tafelkleden gebruikt en voor doordeweekse dagen eenvoudige stoffen exemplaren, die veelal op de markt of warenhuis werden gekocht. Deze kleden zijn meestal eenkleurig of voorzien van een vrolijk opgedrukt dessin (olijven e.d). De laatste jaren is er steeds meer sprake van een "tafelkleedmode". Naast de effen en opgedrukte tafelkleden komen er strepen en meerkleurige tafelkleden op de markt van hogere kwaliteit, die per seizoen verschillen. Veelal zijn dat producten uit meer zuidelijke streken van Europa waar de tafelkleedmode al langer bestaat.

## Materialen
- Gecoat
- Katoen
- Kunststof
- Linnen
- Wol

## Verwante onderwerpen
- Meubilair